# سردين مبروم
السردين المبروم (Sardinella aurita) هو نوع من الأسماك الشعاعية الزعانف ينتمي إلى جنس علاش، يتواجد على ضفتي المحيط الأطلسي والبحر الأبيض المتوسط.